# Флотаційна машина «Вормен»

Схема механічної флотаційної машини типу «Вормен» (а), статора і заспокоювача (б) (1 — корпус камери; 2 — диск ротора; 3 — пальці ротора; 4 — отвори для засмоктування повітря; 5 — порожній вал; 6 — статор; 7 — заспокоювач; 8 — опорний елемент; 9 — диск статора; 10 — лопаті статора; 11 — сектор заспокоювача; 12 — лопаті заспокоювача).

Флотаційна машина типу «Вормен» (Австралія) — механічна флотаційна машина.

## Конструкція і функціонування
Флотаційна машина типу «Вормен» складається з порівняно невеликих прямотечійних двокамерних секцій, які встановлюються каскадно, внаслідок чого пульпа вздовж машини рухається самопливом. Машина складається з камер 1, у яких блок-аератор включає пальцевий ротор 2, статор 3 і заспокоювач 4.
Ротор являє собою диск 2 з прикріпленими до нього пальцями 3 круглого або фігурного перетину. Товщина пальців плавно збільшується зверху вниз. Осі пальців розходяться від осі ротора униз і нахилені у напрямку, протилежному обертанню ротора.
Статор являє собою диск 9 з лопатями 10, розташованими по колу у вигляді окремих дуг, висота яких зменшується від центру до периферії. Статор розташовується під ротором і кріпиться до днища камери.
Заспокоювач складається з чотирьох секторів 11 з лопатями 12 різних радіусів. Лопаті встановлюються таким чином, що їхні передні кромки звернені до напрямку потоку, який викидається ротором, а задні спрямовані майже перпендикулярно потоку.
При обертанні ротора пульпа надходить на нього зверху крізь проміжки між пальцями поблизу диска і відкидається вниз і вбік, при цьому повітря всмоктується через отвори 4 у порожньому валу 5 і змішується з пульпою. Статор розсікає пульпо-повітряний потік на частини і спрямовує його по днищу камери до стінок. Турбулентні потоки гасяться в зоні заспокоювача, що забезпечує створення спокійного пінного шару при інтенсивному перемішуванні в донній зоні камери.
Оскільки ротор розташований достатньо високо над дном камери, замулювання пальців виключається, що дозволяє здійснювати пуск машини після тривалих зупинок. При необхідності повітря в машину можна подати від повітродувки. Як повітряний колектор у цьому випадку використовується порожнина опорного елементу 8, що проходить по всій довжині флотаційної машини.
Знімання піни може бути одно- або двостороннім, але, як правило, здійснюється самопливом. При односторонньому зйомі піни задню стінку камери роблять похилою.
Перевага машин типу «Вормен» полягає в можливості переробки грубозернистої пульпи, тому що інтенсивний турбулентний потік забезпечує зависання крупних частинок, що полегшує їх контакти з бульбашками повітря.
Флотомашини типу «Вормен» випускають з місткістю камер від 0,39 до 1,86 м3.